# Primeira Divisão 1978-79
La Primeira Divisão 1978/79 fue la 45.ª edición de la máxima categoría de fútbol en Portugal. Porto ganó su 7° título. El goleador fue Fernando Gomes del equipo campeón con 27 goles.

## Tabla de posiciones
| Pos | Equipo               | PJ | PG | PE | PP | GF | GC | Pts |                               |
| --- | -------------------- | -- | -- | -- | -- | -- | -- | --- | ----------------------------- |
| 1   | Porto                | 30 | 21 | 8  | 1  | 70 | 19 | 50  | Copa de Campeones de Europa   |
| 2   | Benfica              | 30 | 23 | 3  | 4  | 75 | 21 | 49  | Copa UEFA                     |
| 3   | Sporting de Portugal | 30 | 17 | 8  | 5  | 46 | 22 | 42  | Copa UEFA                     |
| 4   | Braga                | 30 | 16 | 5  | 9  | 49 | 35 | 37  |                               |
| 5   | Varzim               | 30 | 11 | 10 | 9  | 30 | 29 | 32  |                               |
| 6   | Vitória Guimarães    | 30 | 12 | 7  | 11 | 44 | 38 | 31  |                               |
| 7   | Vitória Setúbal      | 30 | 12 | 7  | 11 | 38 | 38 | 31  |                               |
| 8   | Belenenses           | 30 | 10 | 9  | 11 | 47 | 43 | 29  |                               |
| 9   | Boavista             | 30 | 12 | 3  | 15 | 36 | 40 | 27  | Recopa de Europa              |
| 10  | Marítimo             | 30 | 11 | 5  | 14 | 36 | 37 | 27  |                               |
| 11  | Estoril-Praia        | 30 | 8  | 10 | 12 | 24 | 42 | 26  |                               |
| 12  | Beira-Mar            | 30 | 11 | 2  | 17 | 44 | 56 | 24  |                               |
| 13  | Famalicão            | 30 | 9  | 6  | 15 | 30 | 45 | 24  | Descenso a la Segunda Divisão |
| 14  | Barreirense          | 30 | 8  | 6  | 16 | 24 | 45 | 22  | Descenso a la Segunda Divisão |
| 15  | Académico de Coimbra | 30 | 5  | 8  | 17 | 20 | 41 | 18  | Descenso a la Segunda Divisão |
| 16  | C.A.F. Viseu         | 30 | 5  | 1  | 24 | 13 | 75 | 11  | Descenso a la Segunda Divisão |

|                            |
| Campeón FC Porto 7° título |